# Andy McCloud
Andrew „Andy“ McCloud III (* 1948 in Newark (New Jersey); † 24. Mai 2010) war ein US-amerikanischer Bassist, Komponist und Arrangeur.

## Leben und Wirken
McCloud wuchs in East Orange (New Jersey) auf; mit sieben Jahren lernte er Klarinette, auf der Highschool wechselte er zum Baritonsaxophon und sang in einer Doo-Wop-Gruppe. Mit 16 Jahren begann er auf dem Kontrabass seines Onkels zu spielen. Beeinflusst von der Musik Art Blakeys und Horace Silvers gründete er mit Schulfreunden das Jazzquartett The Cosmopolitans, aus dem sich ein Oktett entwickelt, das seine ersten Arrangements spielte. Nach dem Besuch des College in Minnesota kehrte er nach New Jersey zurück, um an der Rutgers University zu studieren. Daneben spielte er mit der Salsaband Ocho, für die er komponierte und mit der erste Aufnahmen entstanden. Nach drei Jahren verließ er die Band, um nach New York zu ziehen, wo er in der Loftszene spielte, u. a. mit Bobby Battle, Carter Jefferson, Greg Bandy und Donald Smith; ein wichtiger Mentor war Jimmy Garrison. Er setzte seine Studien bei Jazzmobile fort und spielte u. a. Lee Morgan, Curtis Fuller, Jimmy Heath und Sonny Red. Frank Foster holte ihn in seine Band The Loud Minority; daneben arbeitete er mit Pharoah Sanders, Hannibal Marvin Peterson, Sonny Fortune und Mary Lou Williams. 1977 ging er auf Empfehlung Fosters zu Elvin Jones, bei dem er fünf Jahre spielte und bei Alben wie Remembrance (1978) mitwirkte.
Anfang der 1980er Jahre arbeitete er mit Clifford Jordan, Arthur Blythe und Don Pullen, dann mit McCoy Tyner und Dizzy Gillespie. Er spielte drei Jahre bei Jon Hendricks und anschließend neun Jahre bis 1998 bei Hilton Ruiz. Er wirkte außerdem bei Aufnahmen von Jimmy McGriff (Stump Juice, 1975) und Pat LaBarbera (The Wizard, 1978) mit.  In seinen späteren Jahren tourte er mit dem Stepptänzer Savion Glover u. a. in Japan. McCloud starb im Alter von 61 Jahren.